# Per Hedenius
Anders Peter "Per" Hedenius, född den 6 november 1828 i Skara, död den 1 februari 1896 i Uppsala, var en svensk universitetslärare.

## Biografi
Per Hedenius föräldrar var boktryckaren Peter Hedenius och Beata Karin Winbom. Han gifte sig 1860 med Sally Maria Winbom. Han var far till Israel Hedenius och farfar till Ingemar Hedenius samt svärfar till kontraktsprosten Johan Hemberg och morfar till konstnären Elli Hemberg.
Per Hedenius blev student vid Uppsala universitet 1847, avlade 1855 medicine licentiatexamen och erhöll doktorsdiplom samma år. År 1856 blev han docent i teoretisk medicin och medicinhistoria vid universitetet. År 1859 blev Hedenius professor i patologi och patologisk anatomi vid samma lärosäte. Åren 1871–1872 och 1889–1893 var han universitetets rektor samt 1877–1889 dess prorektor. I Uppsala läkareförening förde han klubban 1860–1885 och blev 1877 hedersdoktor i filosofiska fakulteten. Från sin professur erhöll han avsked som emeritus 1895. 
Utöver en mängd avhandlingar, uppsatser, forskningsöversikter och referat i Uppsala universitets årsskrift och Skandinaviska naturforskaremötets förhandlingar 1863 utgav Hedenius: John Hunter, medicinskt-historiskt försök 1855; En blick på italienska måleriets utbredning till och med Raphael; Anteckningar under en resa 1859; Om Opium i historiskt och farmakodynamiskt avseende 1859; Tvenne provföreläsningar 1859; Om den Hippocratiska medicinen 1859; Om upptäkten av blodomloppet 1892. Som en stor beundrare av Israel Hwasser utgav Hedenius 1868-1870 dennes Valda skrifter med inledande karaktäristik. 
Han var ledamot av Kungliga Vetenskapsakademien från 1883. 
Per Hedenius ligger begravd på Uppsala gamla kyrkogård.